# 바르샤바의 생존자

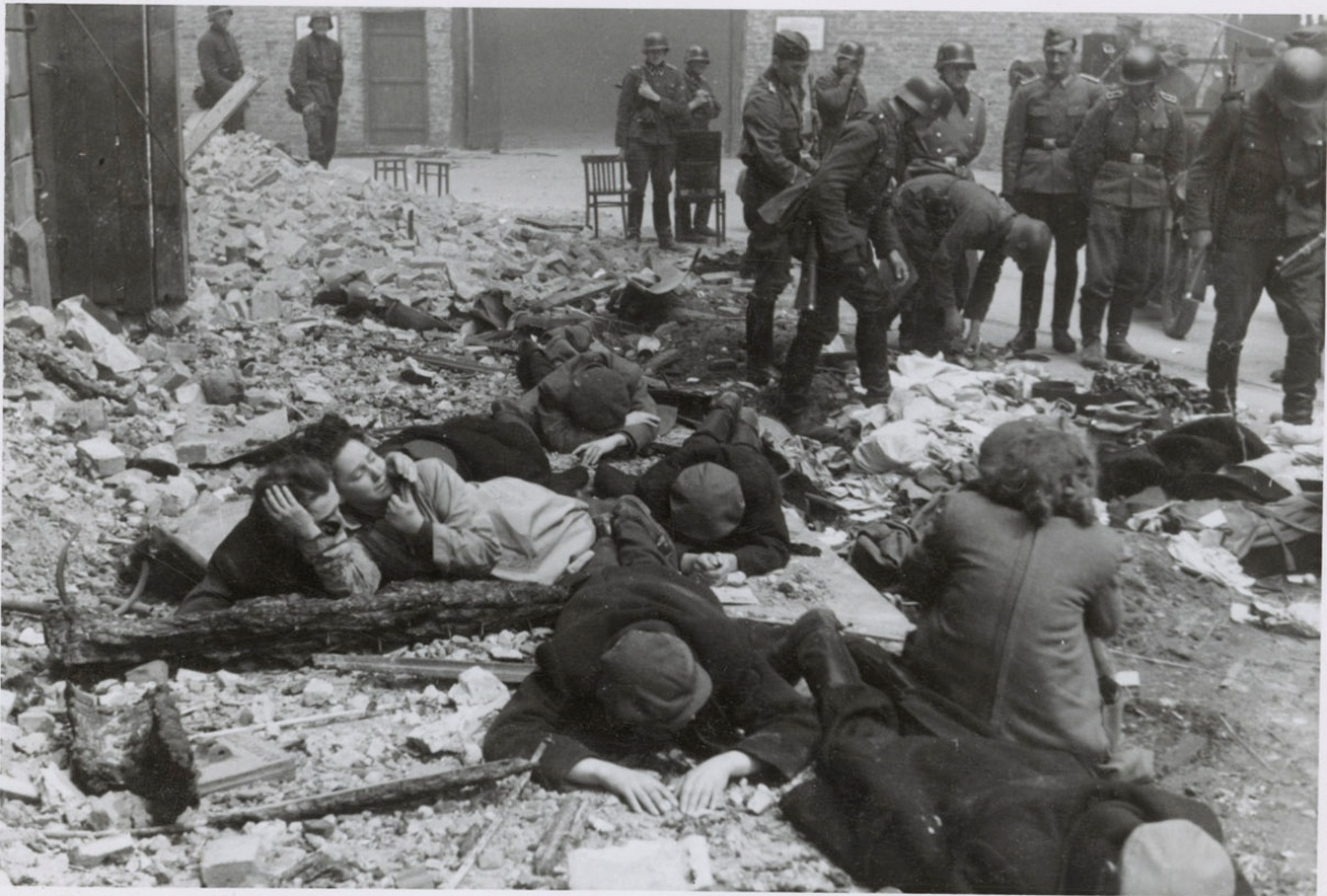

바르샤바의 생존자(Ein Überlebender aus Warschau)는 작곡가 아르놀트 쇤베르크가 쓴 곡으로, 음렬을 사용한 12음기법과 무조음악의 한 곡이다. 수용소 상황을 나레이션으로 집어넣은 칸타타 형식으로, 쇤베르크 3기 음렬주의에 해당한다.
1939년 9월 나치 독일은 폴란드 침공으로 제2차 세계 대전의 서막을 올렸다. 당시의 폴란드 군사력은 나치 독일을 당할 수 없을 정도로 약하여 전쟁이 발발하자마자 괴멸되고 만다. 그러나 독일군은 군사적으로 폴란드를 제압하는 것에 그치지 않고, 바르샤바를 포위한 채 진격은 하지 않고 포격과 폭격으로 도시를 완전히 잿더미로 만들어 버렸다. 그때 바르샤바 시민들이 겪은 처절함은 이루 말할 수 없었다고 한다. 전쟁이 끝난 후, 쇤베르크는 당시의 비극을 이 음악으로 연주해 냈다.